# Graphe de Tutte–Coxeter
Le graphe de Tutte-Coxeter (ou 8-cage de Tutte) est, en théorie des graphes, un graphe 3-régulier possédant 30 sommets et 45 arêtes.

## Propriétés

### Propriétés générales
Le diamètre du graphe de Tutte–Coxeter, l'excentricité maximale de ses sommets, est 4, son rayon, l'excentricité minimale de ses sommets, est 4 et sa maille, la longueur de son plus court cycle, est 8. Il s'agit d'un graphe 3-sommet-connexe et d'un graphe 3-arête-connexe, c'est-à-dire qu'il est connexe et que pour le rendre déconnecté il faut le priver au minimum de 3 sommets ou de 3 arêtes.

### Coloration
Le nombre chromatique du graphe de Tutte–Coxeter est 2. C'est-à-dire qu'il est possible de le colorer avec 2 couleurs de telle façon que deux sommets reliés par une arête soient toujours de couleurs différentes. Ce nombre est minimal.
L'indice chromatique du graphe de Tutte–Coxeter est 3. Il existe donc une 3-coloration des arêtes du graphe telle que deux arêtes incidentes à un même sommet soient toujours de couleurs différentes. Ce nombre est minimal.

### Propriétés algébriques
Le groupe d'automorphismes du graphe de Tutte–Coxeter est un groupe d'ordre 1 440.
Le polynôme caractéristique   de la matrice d'adjacence du graphe de Tutte–Coxeter est : {\displaystyle (x-3)(x-2)^{9}x^{10}(x+2)^{9}(x+3)}. Il n'admet que des racines entières ; le graphe de Tutte–Coxeter est donc un graphe intégral, un graphe dont le spectre est constitué d'entiers.